# Oberer Arrenberg
Oberer Arrenberg  war eine Ortslage am Bach Ossenbeck auf dem Stadtgebiet der bergischen Großstadt Wuppertal. Die bis Ende des 19. Jahrhunderts freistehende Ortslage ist heute Teil einer umfangreichen Wohn- und Gewerbebebauung.

## Lage und Beschreibung
Die Ortslage befand sich auf einer Höhe von 167 m ü. NHN an der heutigen Viehofstraße in Höhe der Villa Media. Der ursprüngliche Siedlungskern befindet sich auf der Grenze der Wohnquartiere Arrenberg und Friedrichsberg der  Stadtbezirke Elberfeld-West und Elberfeld. 
Benachbarte Ortslagen im 19. Jahrhundert waren der Siedlungskern von Arrenberg, von dem es seit 1841 durch die Bahnstrecke Düsseldorf–Elberfeld getrennt ist, Im Siepen, In der Dalster, Ossenbeck, Mittlere Steinbeck und In der Hoffnung.

## Etymologie und Geschichte
Oberer Arrenberg ist auf der Topographia Ducatus Montani des Erich Philipp Ploennies aus dem Jahre 1715 o.Arenberg verzeichnet. Auf der Topographischen Aufnahme der Rheinlande von 1824 und auf der Preußischen Uraufnahme von 1843 ist der Ort verzeichnet, wird dort aber in der Beschriftung nicht von dem nördlich liegenden Arrenberg unterschieden.
1832 gehörte der Ort zur Steinbeck- und Arrenberger Rotte des ländlichen Außenbezirks des Kirchspiels und der Stadt Elberfeld. Der laut der Statistik und Topographie des Regierungsbezirks Düsseldorf als Weiler kategorisierte Ort besaß zu dieser Zeit fünf Wohnhäuser und elf landwirtschaftliche Gebäude. Zu dieser Zeit lebten 38 Einwohner im Ort, alle evangelischen Glaubens. Für 1815/16 wird keine Einwohnerzahl genannt.
Das Gelände wurde um 1920 im südlichen Teil von dem sich vergrößernden städtischen Elberfelder Schlachthof am Arrenberg vereinnahmt und die Siedlung dabei abgetragen. Der nördliche Teil wurde mit Wohnhäusern bebaut und zwischen 1878 und 1882 die Viehhofstraße durch den Ort gebaut.